# George Vincent
George Vincent (bautizado el 27 de junio de 1796 - c 1832) fue un pintor paisajista británico que produjo acuarelas, grabados y pinturas al óleo. Es considerado por los historiadores del arte como uno de los principales artistas de la escuela de pintores de Norwich,un grupo de artistas conectados por la ubicación y las relaciones personales y profesionales, que se inspiraron principalmente en el campo de Norfolk. El trabajo de Vincent se basó en la escuela holandesa de pintura de paisajes y en el estilo de John Crome, también de la Escuela de Norwich. La reputación de la escuela fuera de Anglia Oriental en la década de 1820 se basó en gran medida en las obras de Vincent y su amigo James Stark.
Vincent, hijo de un tejedor, fue educado en la Norwich Grammar School y luego fue aprendiz de Crome. Expuso en la Real Academia de Artes, British Institution y en otros lugares. Desde 1811 hasta 1831 expuso en la Sociedad de Artistas de Norwich, donde exhibió más de 100 imágenes de paisajes y obras marinas de Norfolk. En 1818 se había trasladado a Londres, donde en 1821 se casó con la hija supuestamente rica de un cirujano. Allí obtuvo el patrocinio de clientes adinerados, pero igual tuvo problemas financieros. La compra de una casa cara, combinada con una tendencia a la bebida, exacerbó sus problemas económicos lo que llevó a su encarcelamiento en la prisión Fleet por deudas en 1824. Antes de su liberación en 1827 había reanudado su conexión con la Sociedad de Artistas de Norwich, aunque con una producción de trabajo mucho menor.
Después de 1831, Vincent desapareció y nunca fue encontrado, a pesar de los intentos de su familia por localizarlo, y su paradero después de esa fecha sigue siendo incierto. Su muerte pudo haber ocurrido antes de abril de 1832, quizás en Bath. Su cuadro Greenwich Hospital from the River, que se mostró en Londres tres décadas después de su muerte, despertó un interés renovado en sus pinturas y ayudó a establecer su reputación como miembro destacado de la Norwich School. El historiador del arte Herbert Minton Cundall escribió en la década de 1920 que si Vincent «no hubiera cedido el paso a los hábitos intemperantes, probablemente se habría clasificado entre los principales pintores de paisajes británicos».

## Contexto
La Escuela de pintores de Norwich era una escuela regional de pintores de paisajes conectados personal o profesionalmente. Aunque se inspiró principalmente en el campo de Norfolk, muchos también representaron otros paisajes y escenas costeras y urbanas. Los miembros más importantes de la escuela fueron John Crome y John Sell Cotman, los líderes espirituales y los mejores artistas del movimiento, así como Vincent, James Stark, Joseph Stannard, Robert Ladbrooke y Edward Thomas Daniell.
Fue un fenómeno único en la historia del arte británico del siglo XIX; Norwich produjo artistas más exitosos que cualquier otra ciudad similar en Inglaterra, y sus culturas teatrales, artísticas, filosóficas y musicales fueron fertilizadas de una manera que fue única fuera de la capital. Originalmente considerado como moderno y progresista, el movimiento fue visto a finales de dicho siglo como perteneciente a una época pasada, debido a lo que el historiador del arte Andrew Hemingway describe como la «mitología de la inglesidad rural» que prevaleció.
La Sociedad de Artistas de Norwich fue fundada por Crome y Ladbrooke en 1803. Surgió de un sentido de identidad colectiva (pero no un estilo común) que surgió entre los muchos artistas apoyados por patrocinadores de Norwich. Se influenciaron mutuamente formando reuniones nocturnas, dibujando juntos y exhibiendo sus obras. Los fundadores tomaron aprendices, mientras que otros enseñaron a aficionados, todos los cuales tendían a imitar el estilo de sus maestros. Fue creado «con el propósito de una investigación sobre el auge, el progreso y el estado actual de la pintura, la arqueología y la escultura con el fin de señalar los mejores métodos de estudio para alcanzar una mayor perfección en estas artes». Celebraba exposiciones periódicas y tenía una estructura organizada, presentó obras anualmente hasta 1825 y nuevamente desde 1828 hasta su disolución en 1833. Casi todos los artistas profesionales de Norwich expusieron con la Sociedad, pero no todos los miembros de la Escuela de Norwich pertenecían a ella.
A fines del siglo XVII, comenzaron a formarse otras escuelas de pintura, asociadas con artistas como Francis Towne en Exeter y John Malchair en Oxford. Otros núcleos de población fuera de Londres estaban creando sociedades artísticas, cuyos pintores y maestros del dibujo influían en sus alumnos. A diferencia de los de la Escuela de Norwich, estos artistas no se beneficiaron de los ricos comerciantes y la nobleza terrateniente que demostraron su patriotismo adquiriendo pinturas pintorescas de la campiña inglesa. La Sociedad de Artistas de Norwich, el primer grupo de este tipo que se creó desde la formación de la Royal Academy en 1768, fue notable al actuar en beneficio de sus miembros durante 30 años, un período más largo que para cualquier otro grupo similar.
Después de la disolución de la Sociedad de Artistas de Norwich en 1833 y la muerte de Cotman en 1842, no quedó ningún artista profesional de calibre similar en Norwich. El interés en la escuela disminuyó durante la década de 1830, hasta que su reputación resurgió después de la Exposición de Invierno de 1878 de la Royal Academy.

## Biografía

#### Infancia y educación
George Vincent, el hijo mayor sobreviviente de Mary Freeman y James Vincent fue bautizado el 27 de junio de 1796, en la Iglesia de San Juan Bautista, Timberhill, en el distrito de Norwich. Dos años antes, su hermano mayor, también llamado George, murió siendo niño. También se registra un hermano llamado James, que vivió hasta la edad adulta. Su madre murió alrededor de 1800. Su padre era un tejedor de estambre que fabricaba chales. Por parte de su madre, George era primo de William Jackson Hooker, quien se convirtió en el director del Real Jardín Botánico de Kew en 1841. Vincent vivía con su familia en una casa en St. Clement's Church Alley, cerca del río Wensum, permaneciendo allí hasta que se mudó lejos de Norwich alrededor de 1818.
Fue educado en la Norwich Grammar School, donde se hizo muy amigo de John Berney Crome y su hermano Frederick, y formó una amistad de por vida con James Stark, cuyo padre Michael Stark, un fabricante de tintes, habría conocido al padre de Vincent a través de su negocio. Disfrutaba de niño dibujando con carboncillo.
John Crome, quién era el maestro de dibujo más conocido de Norwich, se había asegurado con la ayuda de sus amigos un puesto en la escuela primaria como maestro de dibujo, y habría enseñado a Vincent y a sus compañeros de clase. Dicho puesto, aunque probablemente a tiempo parcial, era sin embargo su actividad docente más importante. Conocido como «Old Crome» en la escuela, era un gran favorito entre los niños, quienes disfrutaban mucho engañando a su maestro para que completara sus dibujos, o la mayoría de las veces producía un nuevo trabajo propio. Pintaba con extraordinaria rapidez, olvidando por completo el paso del tiempo y «con los muchachos mirándolo admirando su habilidad artística».

### Juventud
Al finalizar la escuela, alrededor de 1812, George Vincent, John Berney Crome y James Stark fueron aprendices de John Crome. Las primeras obras expuestas de Vincent, dos de las cuales se describieron como «después de Crome», se exhibieron en Sir Benjamin Wrench's Court en 1811 y 1812. Los tres amigos viajaron juntos en viajes de dibujo y pintura e influyeron en los estilos artísticos de cada uno en el proceso. En enero de 1816 Vincent viajó a Francia y los Países Bajos con John Berney Crome y Benjamin Steel, un cirujano que se casaría con la hermana de John Berney, Hannah, seis años después. En una carta escrita por John Crome, se informó que Vincent se mareó durante el viaje a Francia. Rouen, ahora en las colecciones de los museos de Norfolk, es el único cuadro producido a partir de esta visita. Fue seguido por un recorrido por Essex, durante el cual pintó obras que representan los pueblos de Ingatestone y Little Baddow, y en 1816 él y Stark exhibieron vistas de Windsor después de recorrer la zona. Alrededor de 1818 dejó la casa de su familia en St. Clement's Church Alley y se mudó a Londres, donde residió primero en 7 Wells Street, y luego en 86 Newman Street, al lado de Stark. Casi todas las casas de Newman Street estaban ocupadas por artistas en actividad. Según el Survey of London: South-East Marylebone, «cuando una dirección de Newman Street se había convertido en un paso en el camino hacia la fama, los realmente famosos se habían mudado». Vincent vivió allí hasta 1821.
El lugar más importante de Londres para estudiar Old Masters fue la British Institution. Vincent y Stark estudiaron allí después de matricularse en la escuela del Instituto en 1817.  Los artistas que estudiaron probablemente incluían a Aelbert Cuyp, Jan Dirksz Both, Meindert Hobbema, Aert van der Neer y Nicolaes Pieterszoon Berchem. Habrían sido influenciados por otras colecciones de la capital, así como cuadros expuestos en casas de subastas y obras expuestas en exposiciones. Casi todas las imágenes de la Dulwich Picture Gallery, incluidas las de Cuyp, Philips Wouwerman, Peter Paul Rubens y Anthony van Dyck, pudieron verse después de que se abrió al público en 1817, y la universidad animó a estudiantes como Vincent y Stark a estudiar y copiar su colección. Después de dos años Stark se vio obligado a regresar a Norwich debido a problemas de salud.
En 1819 Vincent realizó una gira por Escocia, que resultó en pinturas como Vista de Edimburgo desde Calton Hill y Barcos de pesca en la orilla del Forth, cuya calidad, según Day, muestra cómo el artista estaba en el apogeo de sus poderes durante este período. Al año siguiente expuso en la Real Sociedad de pintores en óleo su cuadro London from the Surrey Side of Waterloo Bridge, considerada por el autor William Frederick Dickes como una obra importante. Fue comprado por John Leicester, primer barón de Tabley y mostrado al público en su galería de Londres antes de ser trasladado a su colección en Tabley House, en el condado de Cheshire.

### Matrimonio y posterior declive

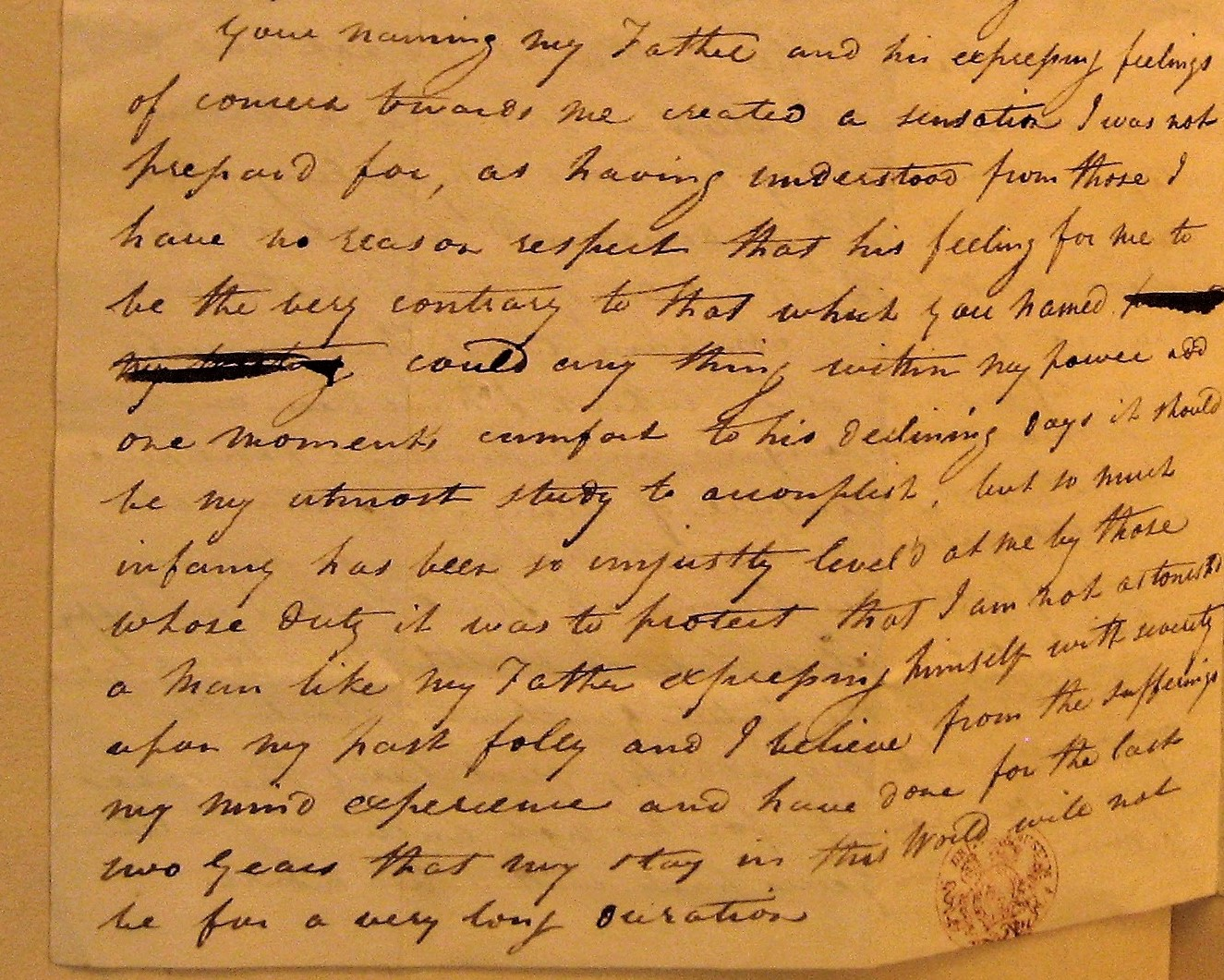
Parte de la carta de George Vincent a William Davey (27 de julio de 1824), refiriéndose a su «locura pasada».

Vincent y Stark viajaron de Norfolk a Londres para asistir al funeral de John Crome en 1821. En ese momento Vincent estaba enfermo, aunque ninguna fuente da la razón de su mala salud ni se menciona en sus cartas publicadas. La historiadora del arte Josephine Walpole considera que sus desgracias comenzaron cuando se quedó sin su antiguo maestro para que actuara como una influencia estabilizadora.
El 3 de noviembre de 1821 se casó con Mary Elizabeth Cugnoni, de 19 años, la única hija del médico James Cugnoni, quien, según Stark, era extremadamente rico.  El evento fue registrado en el Norfolk Chronicle una semana después. No se tiene conocimiento de que el matrimonio haya tenido hijos. Vincent compró una casa en Camden Town que era más de lo que sus propios ingresos podían pagar, y se vendió cuando, por razones que nunca se han explicado, el dinero de su esposa no se materializó. Para el verano de 1824 él y su esposa vivían en 26 Upper Thornhaugh Street, cerca de Plaza Bedford, una casa más asequible más cerca del centro de Londres.
La salud de Vincent se deterioró y sus deudas aumentaron, en parte debido a sus hábitos de bebida. En una carta fechada el 27 de julio de 1824 a su amigo William Davey, se refirió a una «locura pasada», que parece haber sido la causa de una ruptura permanente entre Vincent y sus amigos de Norwich así como con su padre, ya preocupado por su intemperancia. Sus cartas a Davey revelan sus problemas financieros e incluyen una referencia a la «infamia» que sintió que le apuntaban. No han surgido detalles sobre la naturaleza de la «locura» mencionada en la carta; Walpole sugiere que la intemperancia de Vincent contribuyó a la «locura» y menciona «rumores extraños y desagradables» sobre Vincent que circulaban, mientras que el historiador de arte Campbell Dodgson presumió que sus deudas eran la causa. En una carta escrita en octubre de ese año a Davey, Vincent escribió: «Para mí, y también para mi media naranja, ha sido una gran fuente de placer vagar por las escenas de tiempos pasados». Para el autor Harold Day, esto implicaba que estaba felizmente casado en ese momento.  A estas alturas, Davey tenía que ayudar a su amigo a vender obras en Norwich a precios más bajos de lo esperado.
En 1824 Vincent comenzó a preparar dos cuadros, uno de la batalla del Nilo y otro de la batalla de Trafalgar, para competir por un premio ofrecido por los directores de la Galería Británica.  Aunque vivía en Londres, todavía se veía a sí mismo como un hombre de Norfolk y escribió sobre el oficial de la Royal Navy Nelson: «¿El héroe de Norfolk ganó esas batallas, ¿y se debe decir que los artistas de Norfolk no competirían por el premio ahora ofrecido?».
Ninguna pintura se completó. Su incapacidad para pagar sus deudas lo llevó a ingresar en la prisión Fleet en diciembre de 1824, y durante los siguientes tres años vivió en la tercera galería (es decir, en el tercer piso), sin poder completar ninguna obra grande. Una carta a Davey escrita después de su llegada a la prisión reveló su vergüenza y solicitó que cuando hablara con James Stark le transmitiera: «Como será necesario nombrarlo a JS, le suplico que no se dé cuenta de mi residencia para un alma; y, sobre todo, no se lo diga a mi padre, ya que el pobre anciano se sentiría muy miserable». Su suegro y amigos lo ayudaron a exhibir sus pinturas, incluidas cinco mostradas en Norwich (Entrada al lago Katrine - luz de luna, Highlanders Spearing Salmon y otros cuatro simplemente titulados Paisaje). Después de un año en la cárcel, y acompañado por un guardián de la prisión, visitó a Stark en Norwich. En ese lugar intentó reanudar las conexiones con sus amigos y recaudar fondos mediante la venta de sus pinturas o por otros medios.

## Desaparición
Vincent permaneció en la cárcel hasta su liberación el 13 de febrero de 1827. En 1828 envió seis cuadros a la exposición de Norwich y en 1831 mostró una obra allí, la última que se exhibió en público durante su vida. Después de 1831 Vincent desapareció de la vista del público, y sus amigos volvieron a saber nada de él ni lo vieron más, a pesar de los intentos de su familia de localizarlo. El botánico Joseph Dalton Hooker escribió en la biografía de 1902 de su padre que recordaba que «George Vincent tenía una buena educación y se crio, pero se perdió. Mi padre, su primo, se esforzó en vano por rastrear su fin en Londres». En el catálogo de sus pinturas que mostró la Royal Society of British Artists en 1832 Vincent fue descrito como fallecido, pero la incertidumbre rodea tanto la fecha como la causa de su muerte. Es posible que haya muerto antes del 14 de abril de 1832, en Bath en una workhouse, ya que ese día apareció un aviso en el Norwich Mercury: «Murió recientemente en Bath, a los 36 años, Sr. George Vincent, artista, hijo del Sr. James Vincent, de esta ciudad» . El escritor Ralph Hale Mottram describió la muerte de Vincent como «completamente misteriosa» y sugirió que su deseo de evitar a los acreedores era una posible razón de su desaparición.
Según el Morning Advertiser, el contenido de su casa de Londres se vendió en enero de 1833.  La edición de 1899 del Dictionary of National Biography afirmaba que Vincent fue visto por última vez por miembros de la familia en el funeral de su padre en abril de 1833. El 2 de mayo de 1833, Mary Vincent se casó con un periodista llamado Thomas Murphy.

## Influencia, reputación y legado

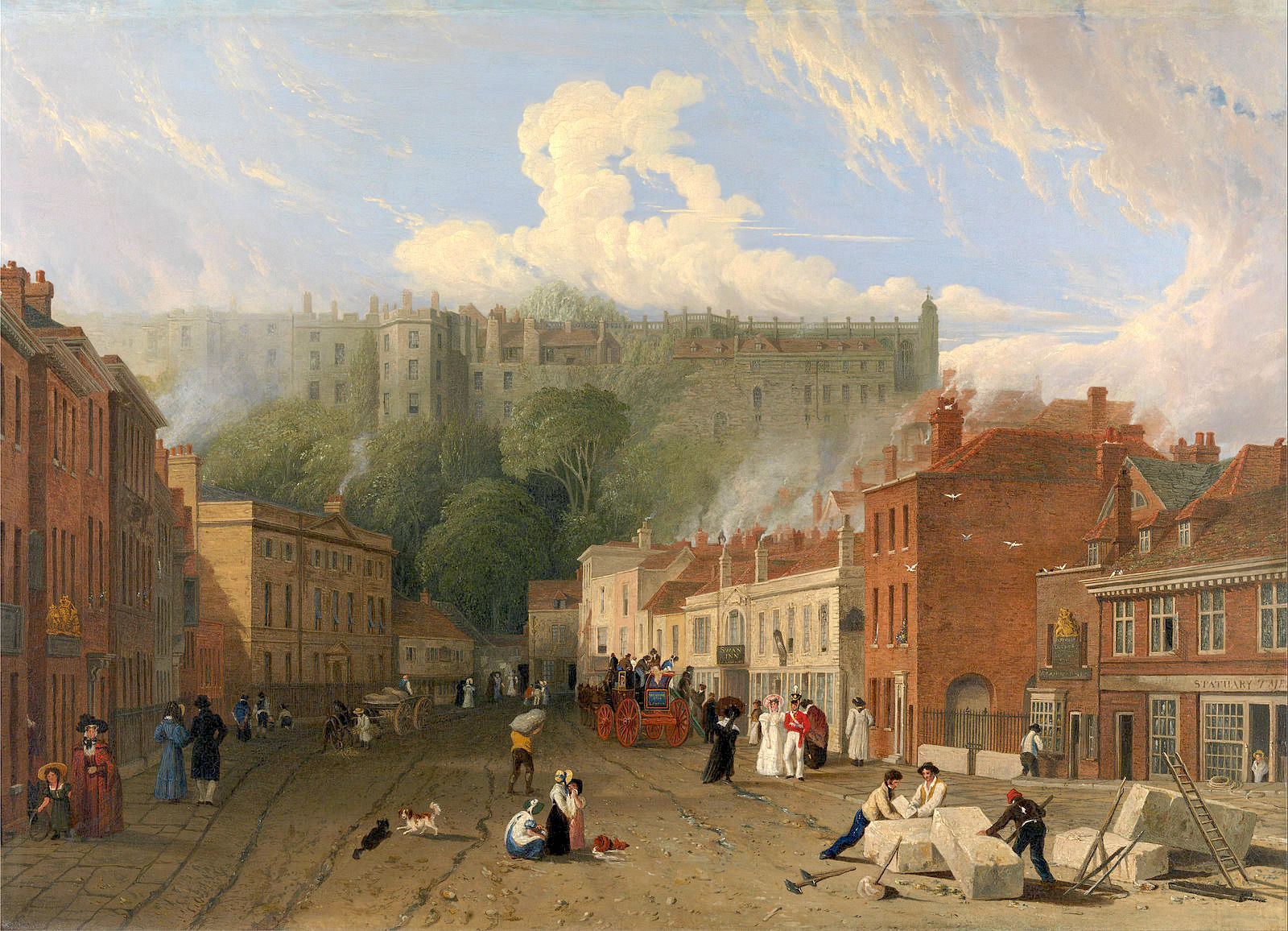
Una vista de Thames Street, Windsor (1827-1830), Centro de Arte Británico de Yale.

Vincent fue influenciado por las pinturas de Crome, entre ellas A Fishmarket at Boulogne (1820) (en forma literal:Un mercado de pescado en Boulogne). Dickes comentó que «ningún otro alumno de Crome estuvo tan cerca de adquirir el maravilloso poder de representar la atmósfera del maestro» y que sus paisajes se distinguían por la calidad de su composición y colorido. Proporciona Vincent's Road Scene and Cottage como típico de su trabajo, con su «cielo ultramarino. Nubes con bordes ambarinos, índigo en la distancia, ramas de árboles dorados [y] figuras bien dibujadas». Según el historiador del arte Andrew Moore, Vincent se acercó al naturalismo de Crome, pero fue notablemente inferior en cuanto al sentido de la composición. Su obra invita a la comparación con las pinturas de John Constable, a quien se sabe que admiraba, y de J. M. W. Turner; ambos vivían en Londres cuando Vincent tenía su base allí. También se le ha comparado favorablemente con Stark. Según Cundall, las pinturas de Vincent eran más atmosféricas, y él era el mejor pintor. Y según el autor y coleccionista Derek Clifford, Vincent era el mejor acuarelista.
Cundall creía que si Vincent «no hubiera cedido el paso a hábitos intemperantes, probablemente se habría clasificado entre los más destacados pintores de paisajes británicos». Moore lo consideró como uno de los pintores británicos más talentosos de la década de 1820, aunque de calidad inconsistente. El artículo biográfico de Dodgson en el Dictionary of National Biography lo describió como el alumno más consumado de Crome, cuyas pinturas constituyen un notable cuerpo de trabajo.

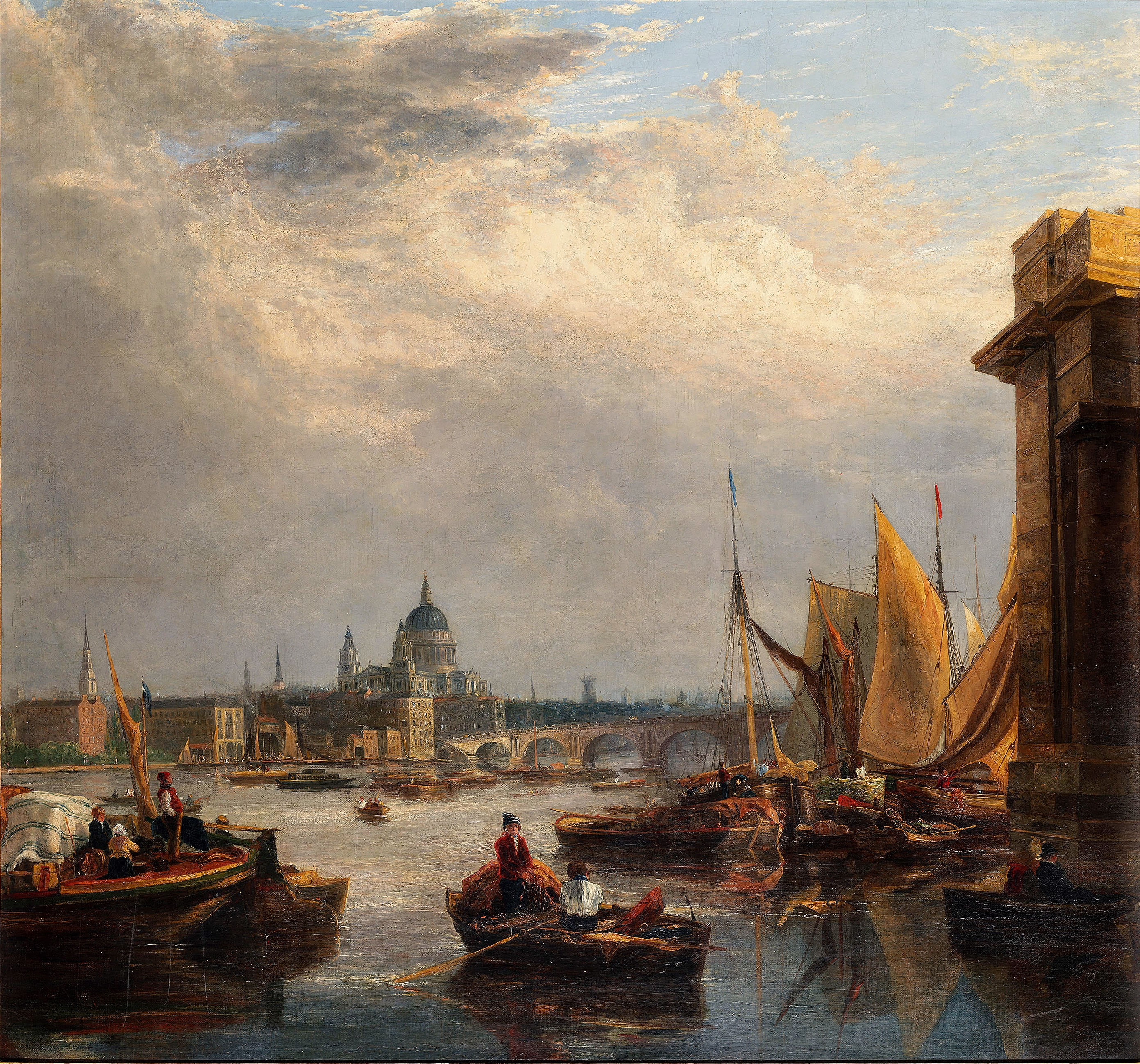
S t. Paul's del lado Surrey del puente Blackfriars, figuras y barcazas de vela en primer plano (1820).

Walpole reconoció que su producción como «desigual», escribió que la muerte de Vincent condujo a la pérdida de un artista ambicioso, todavía en sus primeros años y que llevaba el sello del genio. Entre las cualidades que destaca se encuentran su capacidad para equilibrar sus cuadros con cielos inusuales, su uso armonioso del color y su forma de producir obras interesantes y complejas, bien pensadas y construidas. Ella elogia sus pinturas al óleo escocesas, describiéndolas como «absolutamente magníficas». El declive de su salud y fortuna desde mediados de la década de 1820 fue para Walpole la causa del declive general en la calidad de su producción de esa época.
El impacto de la Escuela de Norwich fuera de East Anglia surgió en gran parte del trabajo de Vincent y Stark; ambos se convirtieron en miembros importantes de la segunda generación de la escuela, y sus exposiciones en la capital atrajeron muchos elogios en la prensa, y su conexión con su ciudad natal solo se notó ocasionalmente.
Algunas obras notables de Vincent aparecen ocasionalmente en subasta.  St. Paul's from the Surrey Side of Blackfriars Bridge, figures and sailing barges in the foreground, una pintura al óleo que mide 132,7 cm × 141 cm (52,2 pulgadas × 55,5 pulgadas) se vendió por £ 10 000 en Christie's en 2019, el doble del valor estimado, y Ship Building At Greenwich,  una pintura más pequeña que mide 31 cm × 40 cm (12 pulgadas × 16 pulgadas) que fue firmada y fechada 'GV 1823' en el barco principal, se vendió en Bonhams en 2011 por £ 27 500. En comparación, Greenwich Hospital (1827) se vendió por 740 guineas en 1888, una cantidad equivalente a alrededor de £ 61 000 en moneda moderna. En 2020 una empresa estadounidense de comercio de arte señaló que las obras buenas de Vincent eran «relativamente raras».

## Obras
Vincent, Crome, Cotman y Stark son considerados por el historiador del arte Herbert Minton Cundall como los principales artistas de la Escuela de Pintores de Norwich. La obra de Vincent se basó en el estilo de su maestro y en los paisajes de la pintura holandesa del Siglo de Oro. Sus obras, a menudo iban fechadas y otras veces iban firmadas con su monograma, GV.

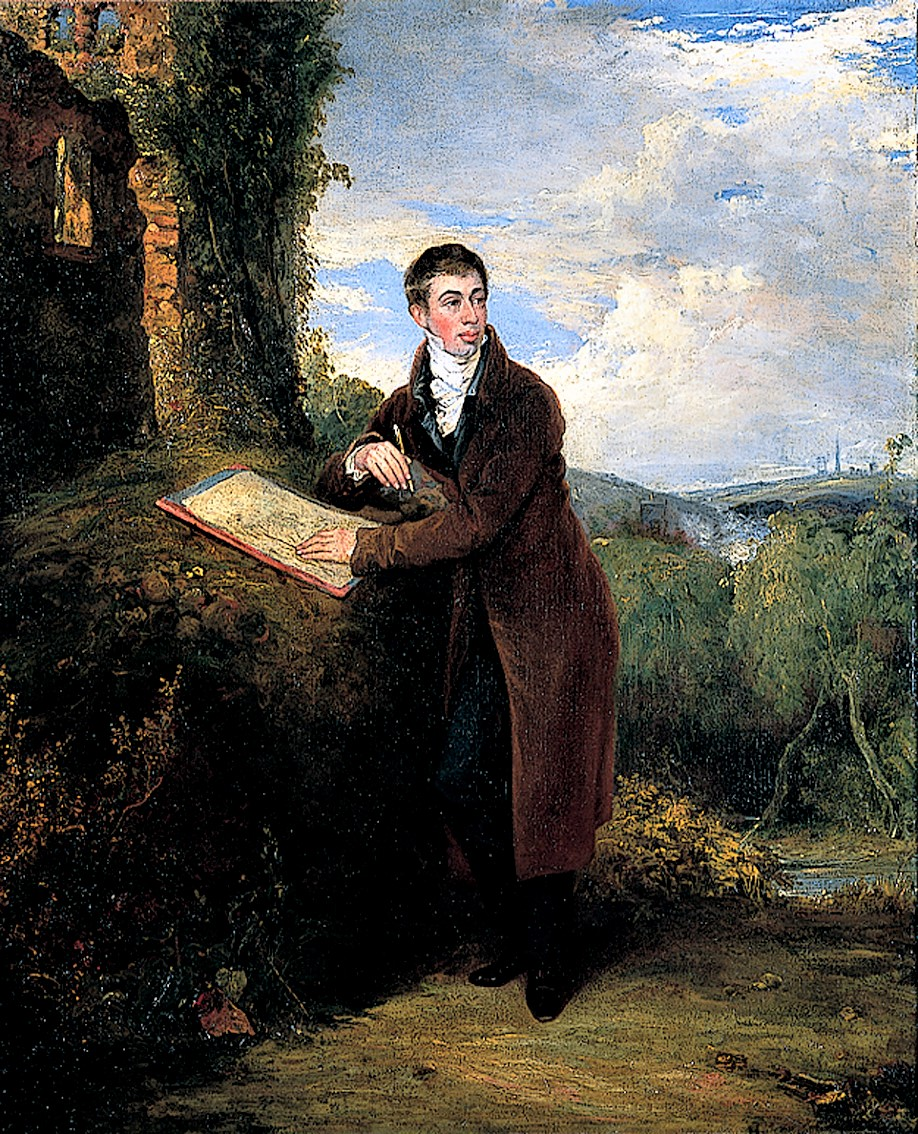
Retrato de Joseph Clover de George Vincent (1796-1832), con fondo de paisaje por él mismo (sin fecha).

Expuso de 1811 a 1831 con la Sociedad de Artistas de Norwich, en esas exposiciones mostró 106 imágenes, que incluían 75 paisajes, 6 marinas y 16 «obras arquitectónicas». Durante su carrera realizó exposiciones en Londres, Mánchester y Glasgow. De 1814 a 1823 mostró 9 pinturas en la Royal Academy; en 1824, 1825, 1829 y 1830 expuso un total de 12 obras en Suffolk Street, sede de la Society of British Artists; y de 1815 a 1813 se exhibieron un total de 41 pinturas en la Institución Británica (excepto en 1816 y 1828). Sus pinturas no se exhibieron regularmente en Londres hasta que se mudó a la capital. En su mayoría eran vistas de la campiña de Norfolk, pero también de escenas escocesas (de su gira de 1819) y de barcos.
Vincent aprendió a grabar antes de mudarse a Londres. La mayoría de los artistas de Norwich, él incluido, grabaron para producir obras para su propio interés y el de sus amigos, y no con el objetivo de obtener ganancias económicas. Sus placas generalmente no tenían título, ya que no estaban destinadas a ser publicadas y se vieron por primera vez en publicaciones realizadas póstumamente. El Museo Británico tiene impresiones de 23 grabados de Vincent, algunos en diferentes estados hechos a partir de sus propias imágenes o bocetos. Se realizaron pocas impresiones de ellos.
Searle describe la obra Shipwreck on the Coast (en forma literal: Naufragio en la Costa) como «sorprendentemente original». Cuando los grabados de la Norwich School se exhibieron en Londres en 1973, sus grabados se describieron como frescos y poseían una «calidad contundente única entre los artistas de Norwich». Tanto Vincent como Stark tendieron a grabar paisajes rurales que incluían molinos de viento, cabañas, animales y figuras humanas, en un estilo que muestra la influencia de Crome y el artista holandés Jacob Isaackszoon van Ruisdael. El historiador Geoffrey Searle comenta sobre esto, intuyendo que sus grabados «descienden a la convención pictórica», cuando otros miembros de la Escuela de Norwich - en particular el artista John Middleton - «se mantienen alejados de estos pintorescos inventos».
El Museo Británico tiene algunos dibujos de Vincent, a que alguna vez fueron parte de un álbum, y tres dibujos que alguna vez se le atribuyeron, pero que ahora se reconocen como dibujados por el artista de Norwich Samuel David Colkett.
El fondo del retrato de George Vincent (1796-1832) de Joseph Clover sin fechar, con un paisaje de fondo realizado por él mismo, fue pintado por el modelo. La obra fue legada al Museo del Castillo en 1899 por el fabricante de mostaza Jeremiah James Colman, junto con Trowse Meadows, cerca de Norwich. The Eastern Daily Press informó en 1885 que, en contraste con el retrato, el rostro real de Vincent estaba «desfigurado por la viruela, y que era un hombre muy sencillo. En cuanto a este último punto, difícilmente creemos que el recuerdo esté confirmado por el retrato».

### Algunas obras
El talento de Vincent como pintor paisajista no fue reconocido en gran medida fuera de Norfolk hasta que su obra de 1827 Greenwich Hospital from the River se mostró en la Exposición Internacional de ese año. La emoción generada por la exhibición de esta gran imagen ayudó a asegurar su reputación. Y según Dickes, entonces fue «colocado entre los principales pintores de paisajes». Los hermanos Redgraves, en su serie de Hitos en la historia del arte de 1890, escribieron que «Vincent ejecutó la pintura a fondo, dando todos sus poderes a la tarea, y produjo un cuadro noble».
Greenwich Hospital from the River fue considerado la obra maestra de Vincent; siendo en opinión de Dickes comparable con las obras de los paisajistas holandeses Cuyp y Jan van de Cappelle. Dickes describió la pintura en su libro The Norwich School of pintores: 

El sol está detrás de una nube con flecos dorados sobre el centro de la imagen, su luz baña el cielo y se refleja poderosamente en el río entre dos grupos de barcos, donde una madera La balsa flota. En el frente, oscuro contra esta luz, tres marineros en un bote están atando una cuerda a una boya. Hay otros botes moviéndose, y en la distancia entre y más allá de los barcos de madera, embarcaciones de ribera y las torres de Hospital de Greenwich

.
Originalmente fue encargado por 100 guineas por un tal sr. Carpenter, como resultado de la acción del amigo de Vincent, el connaisseur  James Wadmore. El connaisseur había comprado View on the Wensum en 1819, después de que se exhibiera en la British Institution, quien estipuló que Carpenter debería encargar la imagen a cambio de algunos de sus importantes manuscritos, requeridos por este último para su propio uso. La comisión habría proporcionado una fuente de ingresos muy necesaria para el artista. La pintura posiblemente fue prestada por Wadmore a la Sociedad de Artistas Británicos y exhibida en 1834. Después de mostrarse en la Exposición Internacional de 1862, fue vendida en 1866 a un tal sr. Fordham del Castillo de Stourton y luego pasó al industrial William Orme Foster. Fue prestado para otra exposición por Foster en 1877. Un artículo de Spectator de ese año describió la obra como «una pintura fina y vigorosa, el dibujo y agrupación de los barcos es de primera clase, y el cielo también excepcionalmente bueno».
Vincent pintó el Hospital de Greenwich dos veces; una segunda obra más pequeña, también conocida como Greenwich Hospital, fue pintada en 1827.

### Otras pinturas

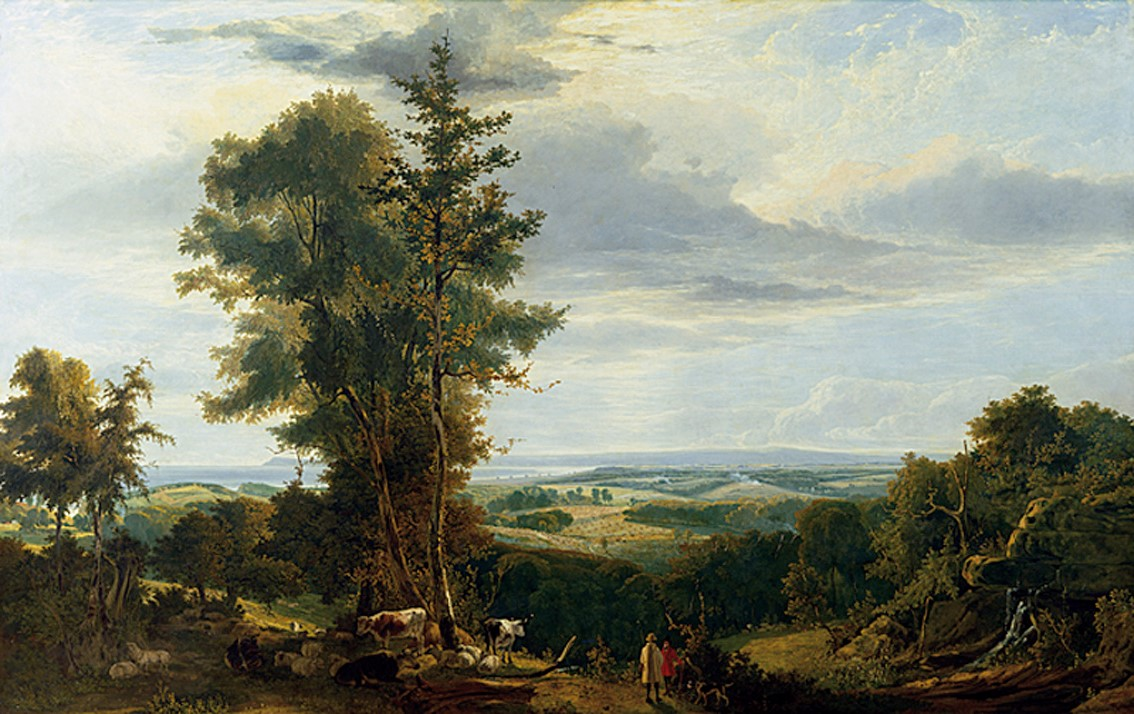
A distant view of Pevensey Bay, el lugar de desembarco del rey Guillermo el Conquistador (1820). Norfolk Museums Collections

La obra A distant view of Pevensey Bay, the landing place of King William the Conqueror , pintada en 1820 tiene una deuda con la tradición de Claudio de Lorena y Nicolas Poussin, además de ser innovadora tanto en estilo como en técnica. Una gran pintura al óleo que mide 146 por 233,7 centímetros (4 pies 9,5 por 7 pies 8,0 pulgadas), probablemente fue la obra más ambiciosa de Vincent. Hemingway y Walpole están de acuerdo. Y en opinión de Hemingway, la imagen emula a Turner en su colorido brillante, mientras que Walpole señala que la pintura tiene un «cielo inconfundiblemente turneresco». Moore elogia la vista panorámica «magnífica», que para él invita a la comparación con Constable y Turner, quienes también aludieron a la moda a un evento histórico, dando a esos paisajes un entorno rural idílico. La pintura recibió críticas muy favorables en la prensa londinense. The London Literary Gazette escribió que «Independientemente de su reclamo histórico, esta actuación es un hermoso ejemplo de perspectiva aérea, diversificada con abundante variedad de formas pintorescas». La pintura pertenece a las colecciones de los museos de Norfolk y se exhibe en la galería de arte del castillo de Norwich. Se exhibió en la Institución Británica en 1824. Es una de las tres obras que representan la bahía, las otras son un pequeño dibujo de pescadores y otra vista del mismo nombre pintada desde algún lugar cerca de Hastings, descrita y admirada por Dickes en 1905.
Las pinturas de Vincent se encuentran en museos y galerías de todo el Reino Unido. Middle Mill, Wandsworth es parte de la colección de arte del gobierno británico y se encuentra en la embajada británica en Luxemburgo.
Al menos una de sus escenas se ha confundido con las de John Berney Crome; A View of Yarmouth from Gorleston tenía fama de ser de Crome cuando se vendió, pero el error se descubrió cuando se observó que un barco representado en la imagen tenía sus iniciales «GV» en el costado.
Las siguientes obras fueron aclamadas por la crítica cuando se mostraron por primera vez en público o fueron destacadas por historiadores del arte:
- Driving the Flock, St Mary's, Beverley (colección privada sin fecha) se describió con entusiasmo en el Norfolk Chronicle cuando se exhibió en 1820. Hemingway observa el colorido fresco y agrega que la obra muestra a Vincent «como un artista distintivo y original» en este etapa de su carrera.[91]
- London from the Surrey Side of Waterloo Bridge (1820) fue considerado por Dickes como «una obra importante»[38] y The New Monthly Magazine de ese año describió la imagen como de «gran mérito», y agregó que la artesanía en primer plano «es admirablemente introducido para desprenderse de los objetos lejanos, que se representan con mucha verdad de perspectiva y color».[92][93]
- Hemingway describe The Dutch Fair at Great Yarmouth ((1821) Colecciones de los museos de Norwich) como algo parecido a Turner en sus «composiciones expansivas y profusión de incidentes», y más cercano a él que las pinturas de los maestros holandeses.[94] Moore lo llama un trabajo ambicioso que muestra a Vincent «extendiendo su rango incluso más allá del alcance de John Crome».[95] La pintura está en exhibición permanente en el Museo Tide and Time en Great Yarmouth.[96]

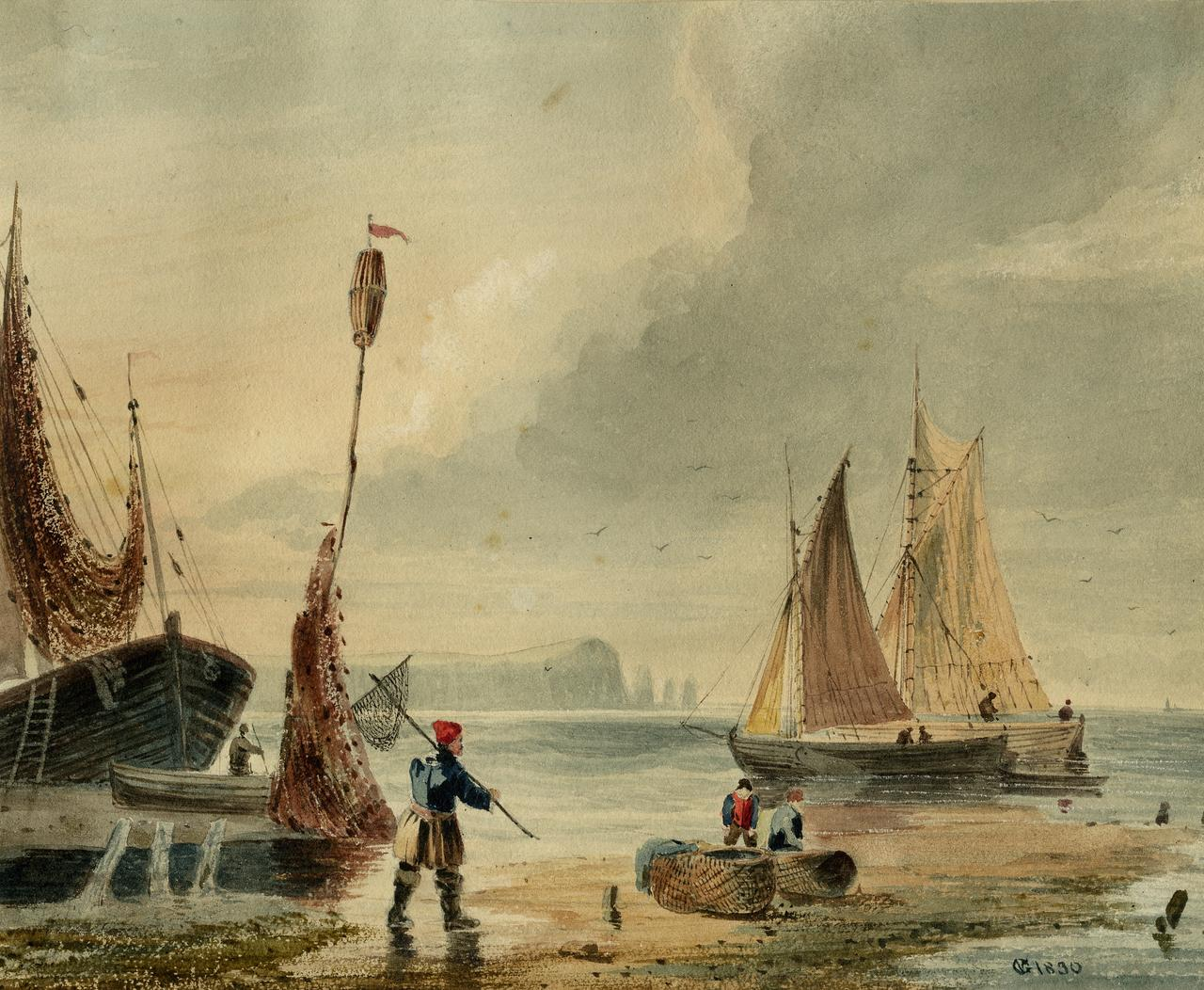
The Needles ((1830), Norfolk Museums Collections), una de las pocas acuarelas conocidas de Vincent

- Entrance to Loch Katrine—moonlight, también llamada Highlanders Spearing Salmon (1825). Cuando se exhibió en 1825, el Norfolk Chronicle describió esta pintura al óleo como «capital»; En 1985, Andrew Moore escribió que aquí se logró la ambición declarada de Vincent de producir «efectos Rembrandt» en una pintura.[98] Dickes la describió como «magnífica y similar a Crome»,[99] y Hemingway la describió como la más romántica de las escenas escocesas de Vincent. La pintura está en manos de las colecciones de los museos de Norfolk.[100]
- The Needles (1830) Norwich Museums Collections.[101]
- View from Sandlings Ferry  (sin fecha). The Athenæum informó que la pintura era una de las mejores en la Exposición de Invierno de la Real Academia de 1878.[102] The Builder también elogió el trabajo ese año, diciendo que «... tiene una gran cantidad de belleza tranquila».[103] Cuando escribió en 1905, Dickes elogió la obra y señaló que esta «imagen es notable por su atmósfera nacarada. Un vapor tierno parece invadir la escena».[104]

## Galería

#### Oleos

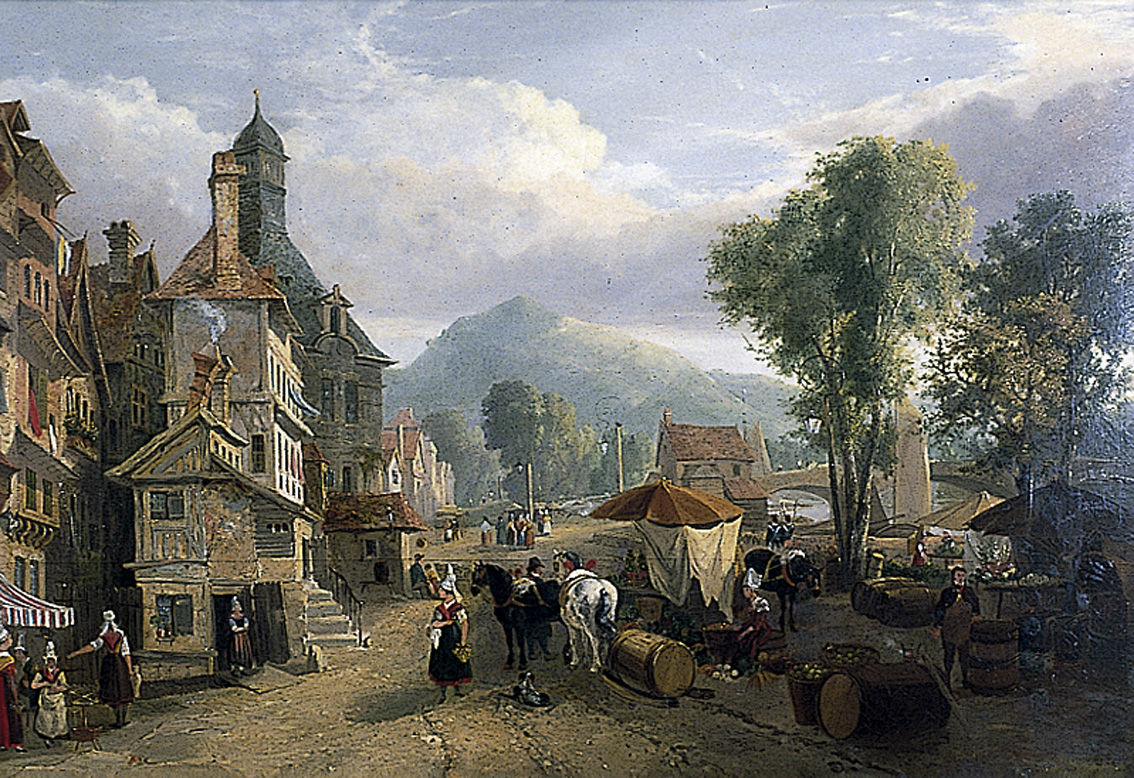
Rouen (1816), Colecciones del Museo de Norffolk
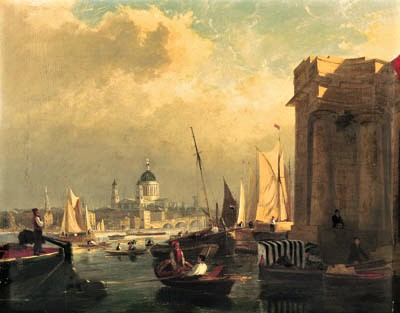
London from the Surrey Side of Waterloo Bridge (1820)
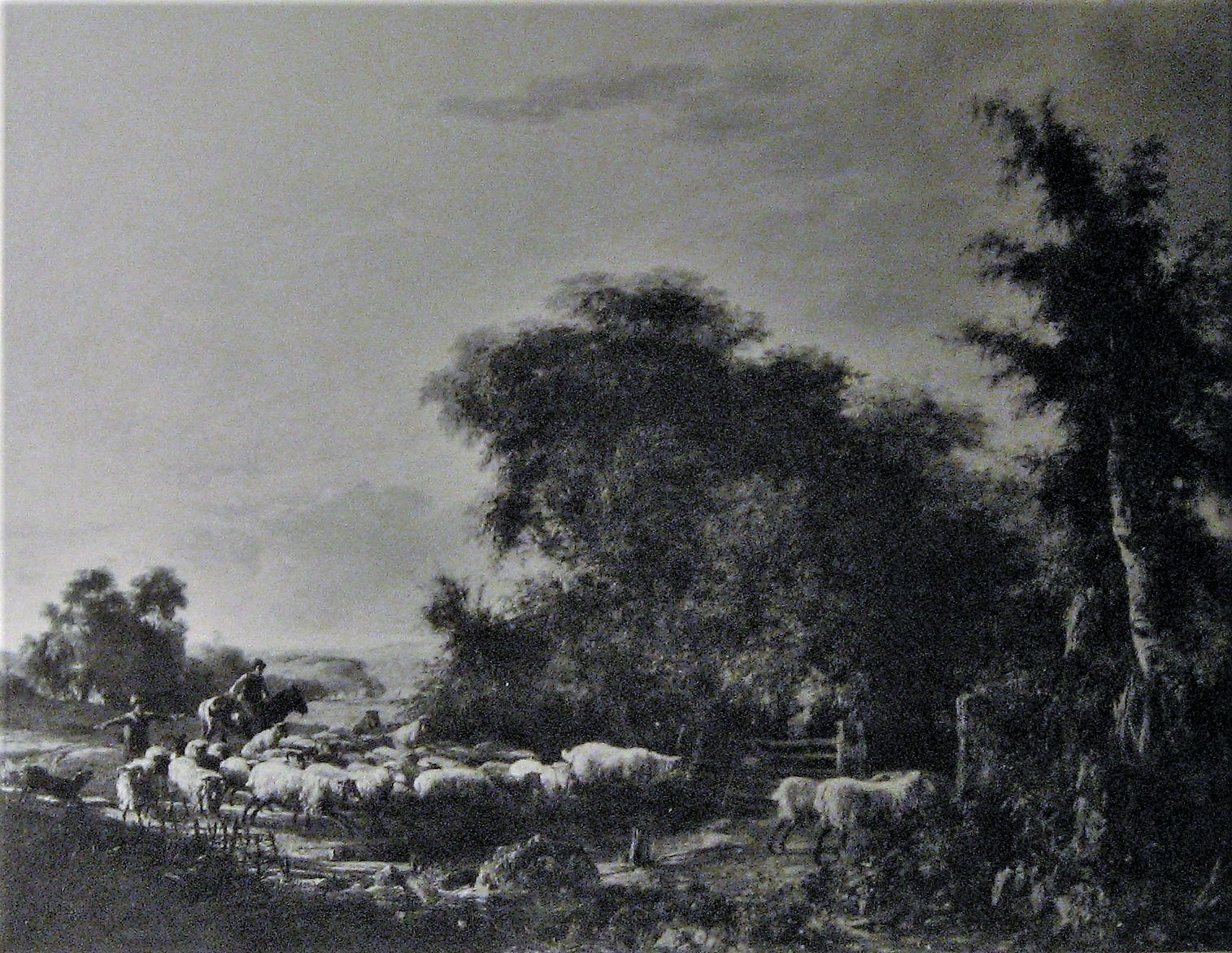
Driving the Flock, St Mary's, Beverley (exhibited in 1820), colección privada
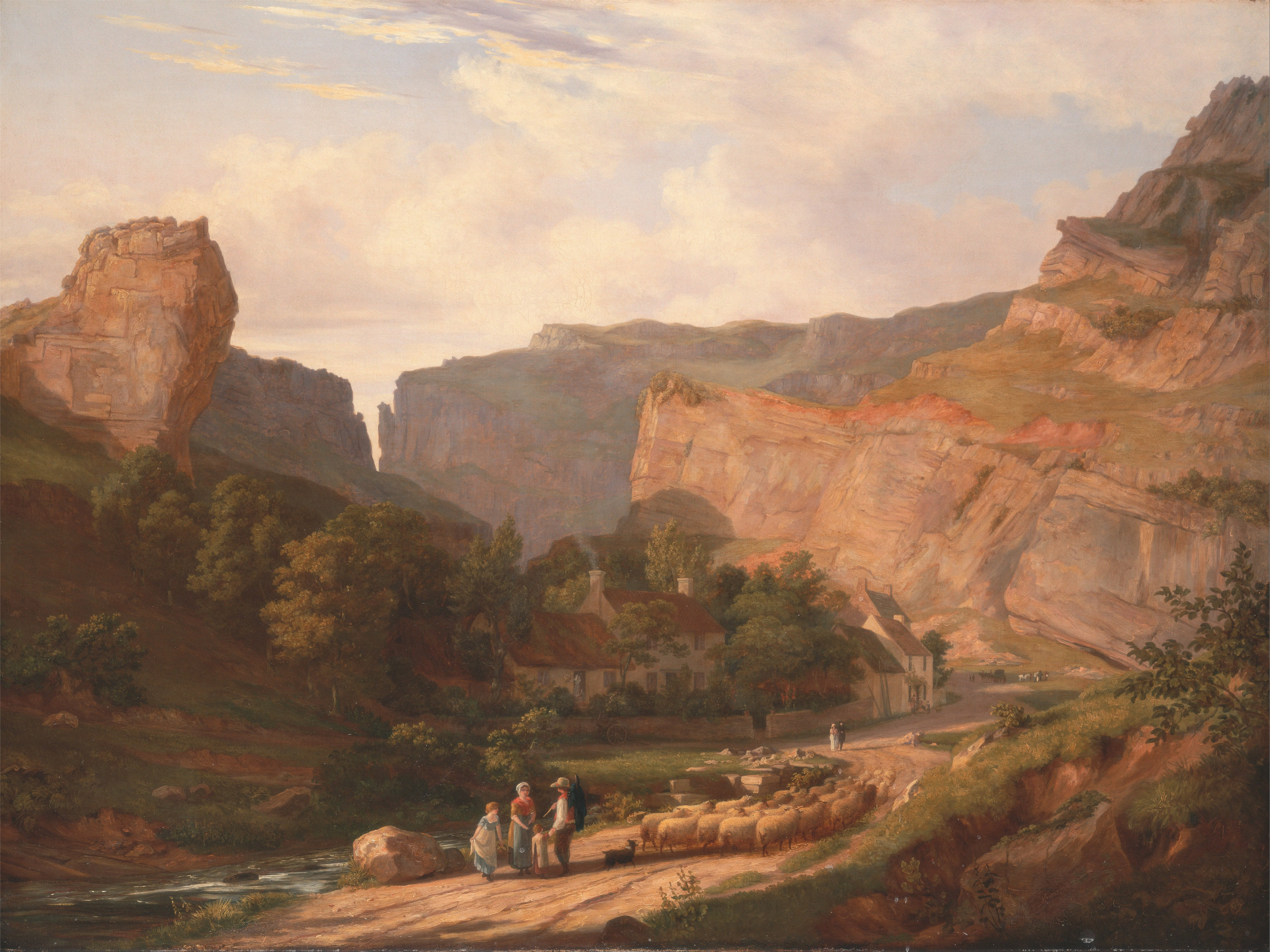
A View of Cheddar Gorge (c.1820), Centro de Arte Británico de Yale
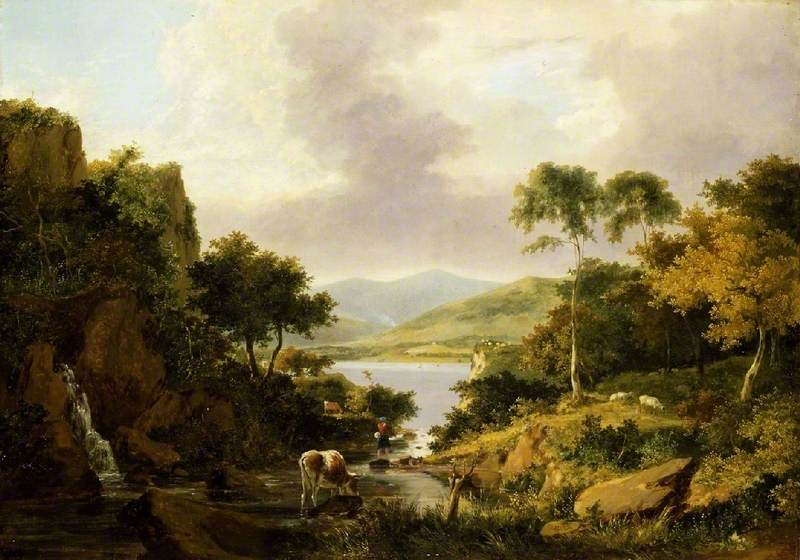
Loch Etive, Argyllshire (1821), Museo Fitzwilliam
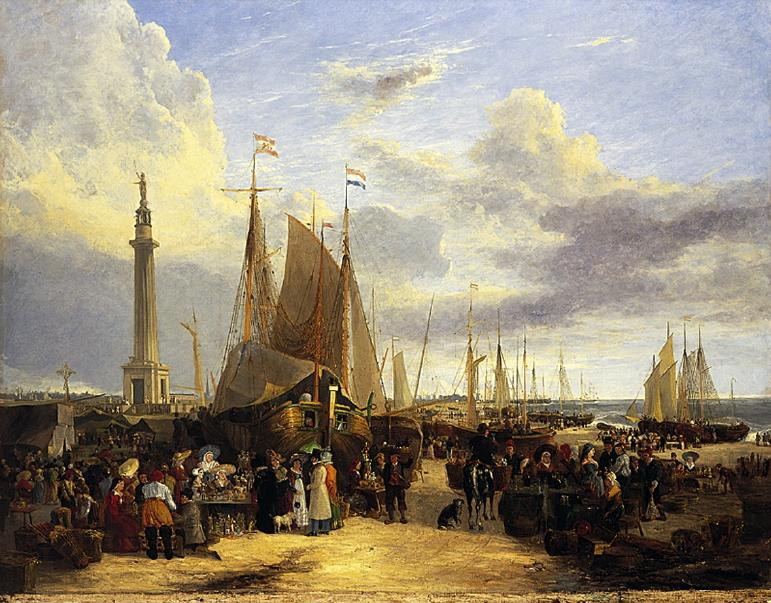
The Dutch Fair at Great Yarmouth (1821), Colecciones del Museo de Norffolk
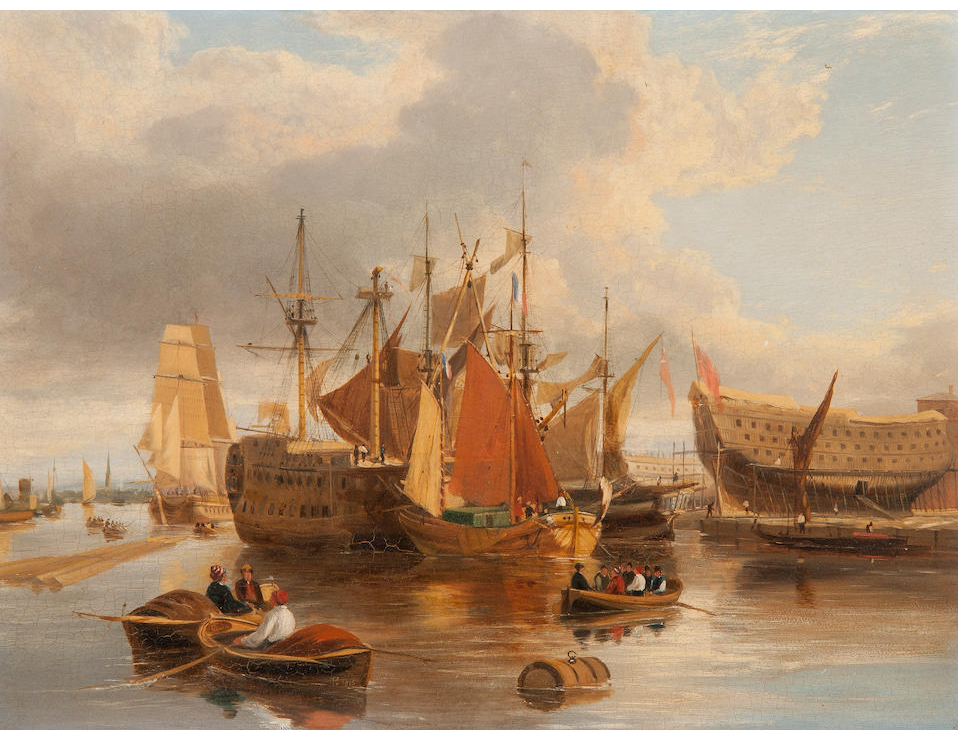
Ship Building at Greenwich (1823)
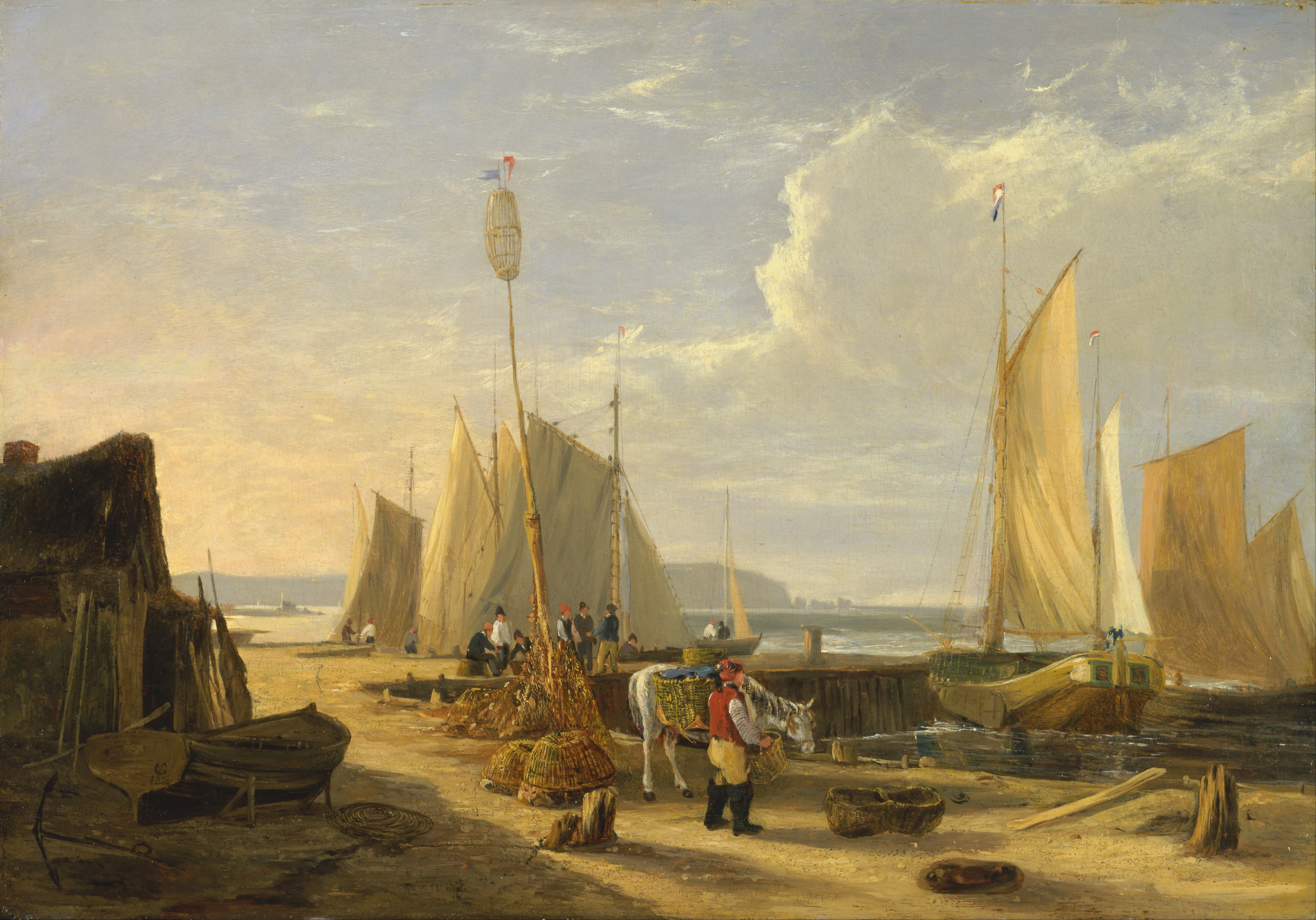
A Harbour Scene in the Isle of Wight, Looking Towards the Needles (1824), Centro de arte británico de Yale
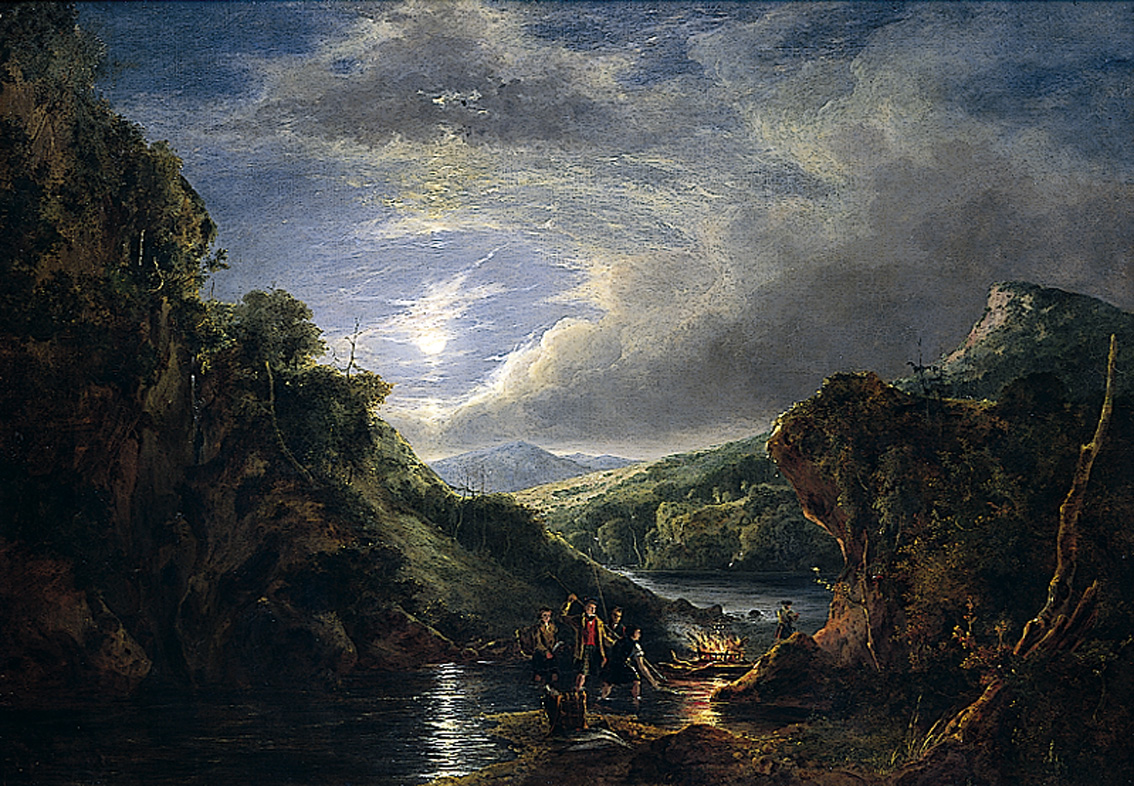
Entrance to Loch Katrine, Moonlight, Highlanders Spearing Salmon (1825), Colecciones del Museo de Norffolk
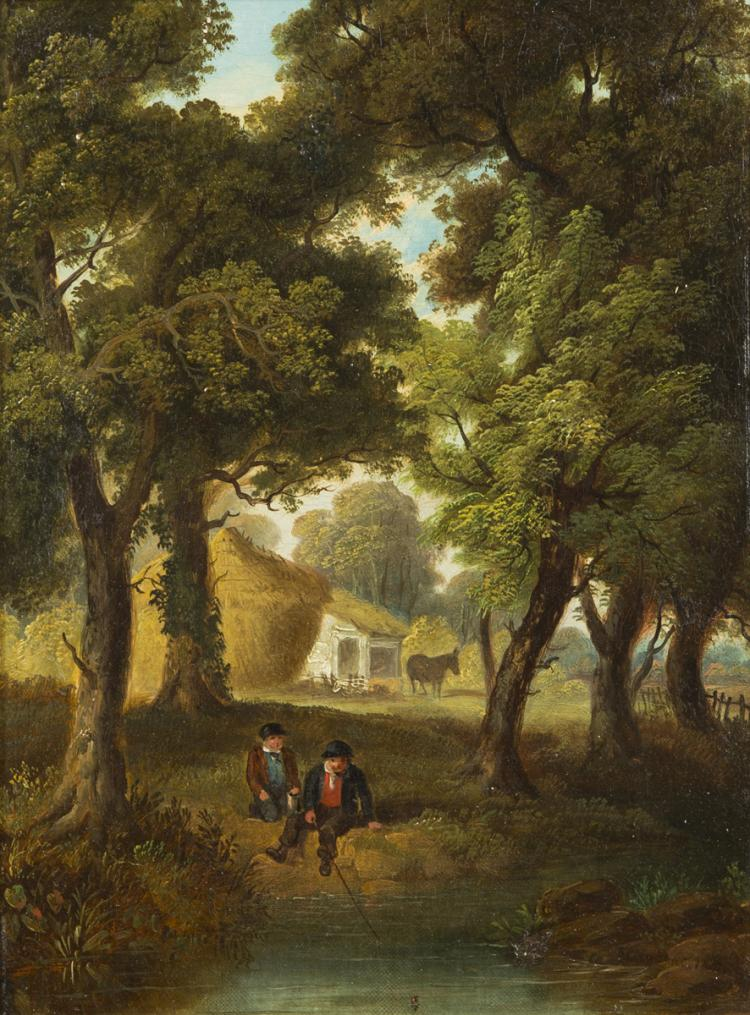
A Quiet Pool (sin fechar)
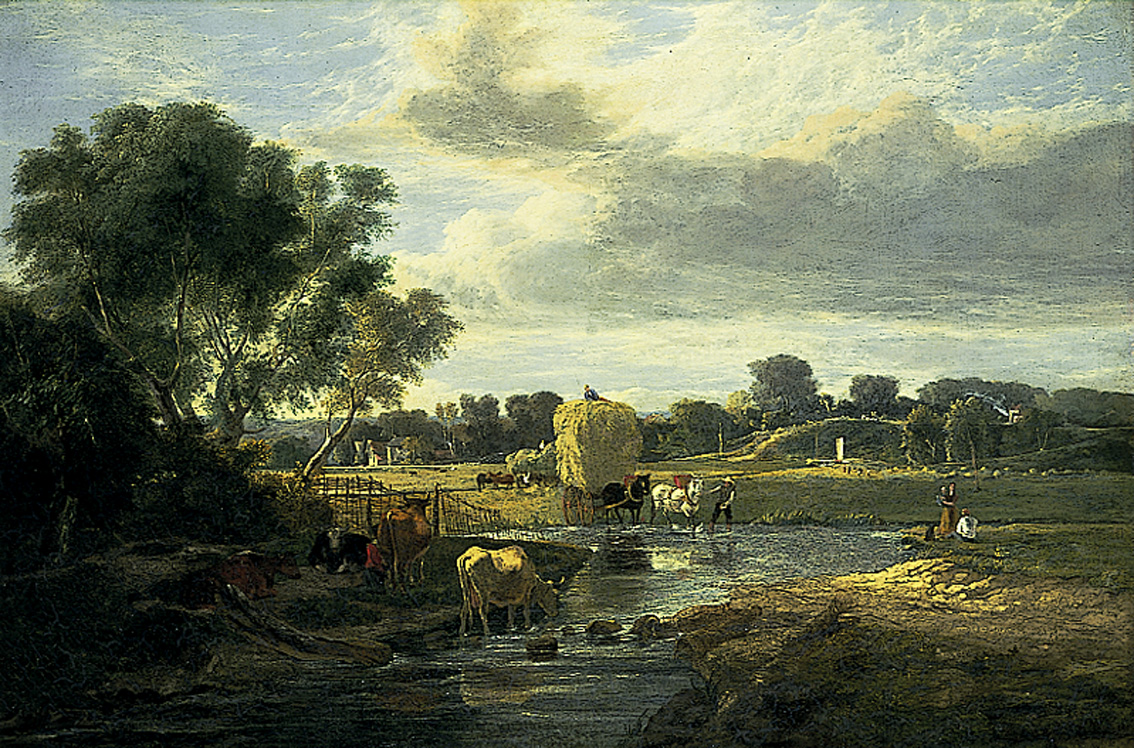
Trowse Meadows, near Norwich (sin fechar), Colecciones del Museo de Norffolk.
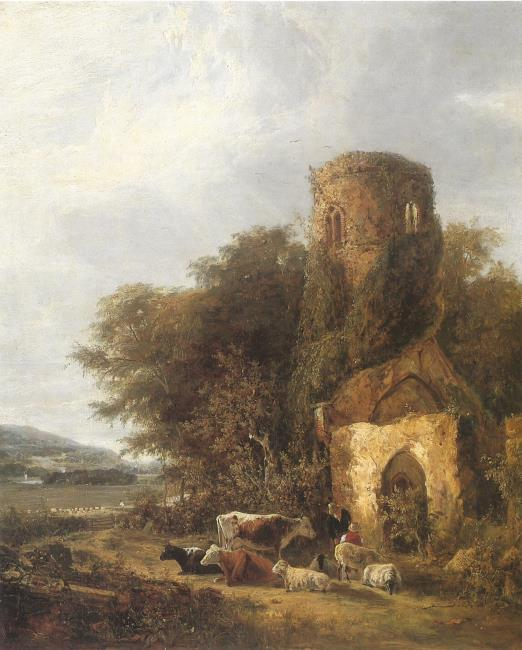
Landscape with the ruins of Whitlingham Church, near Norwich (sin fechar)

#### Aguafuertes

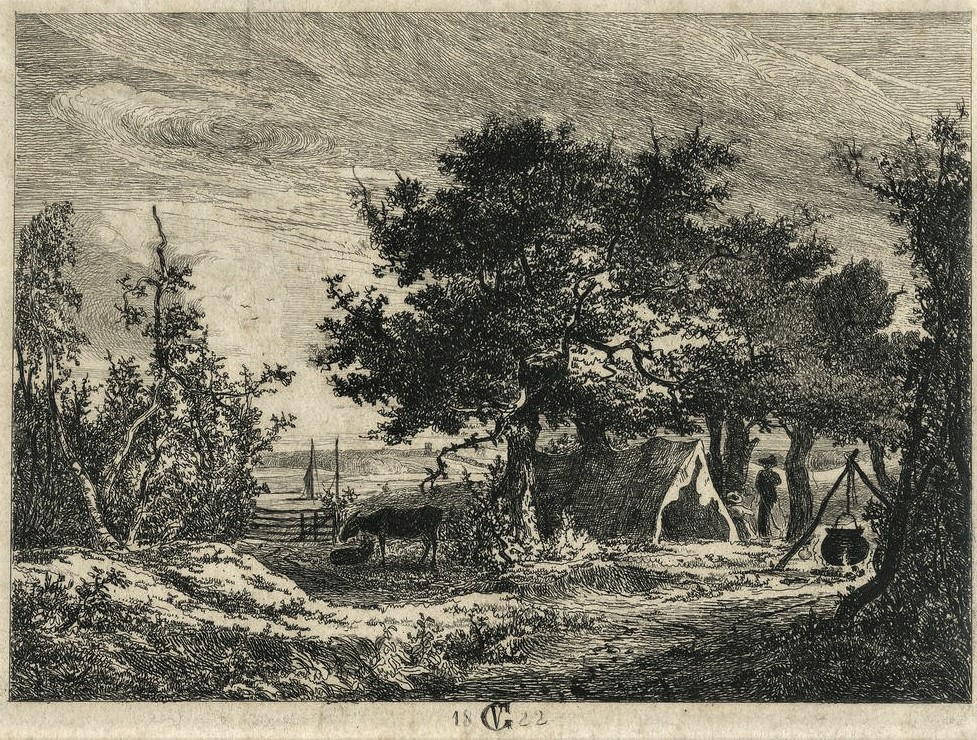
A Gypsy Encampment (1822), Colecciones del Norfolk Museums
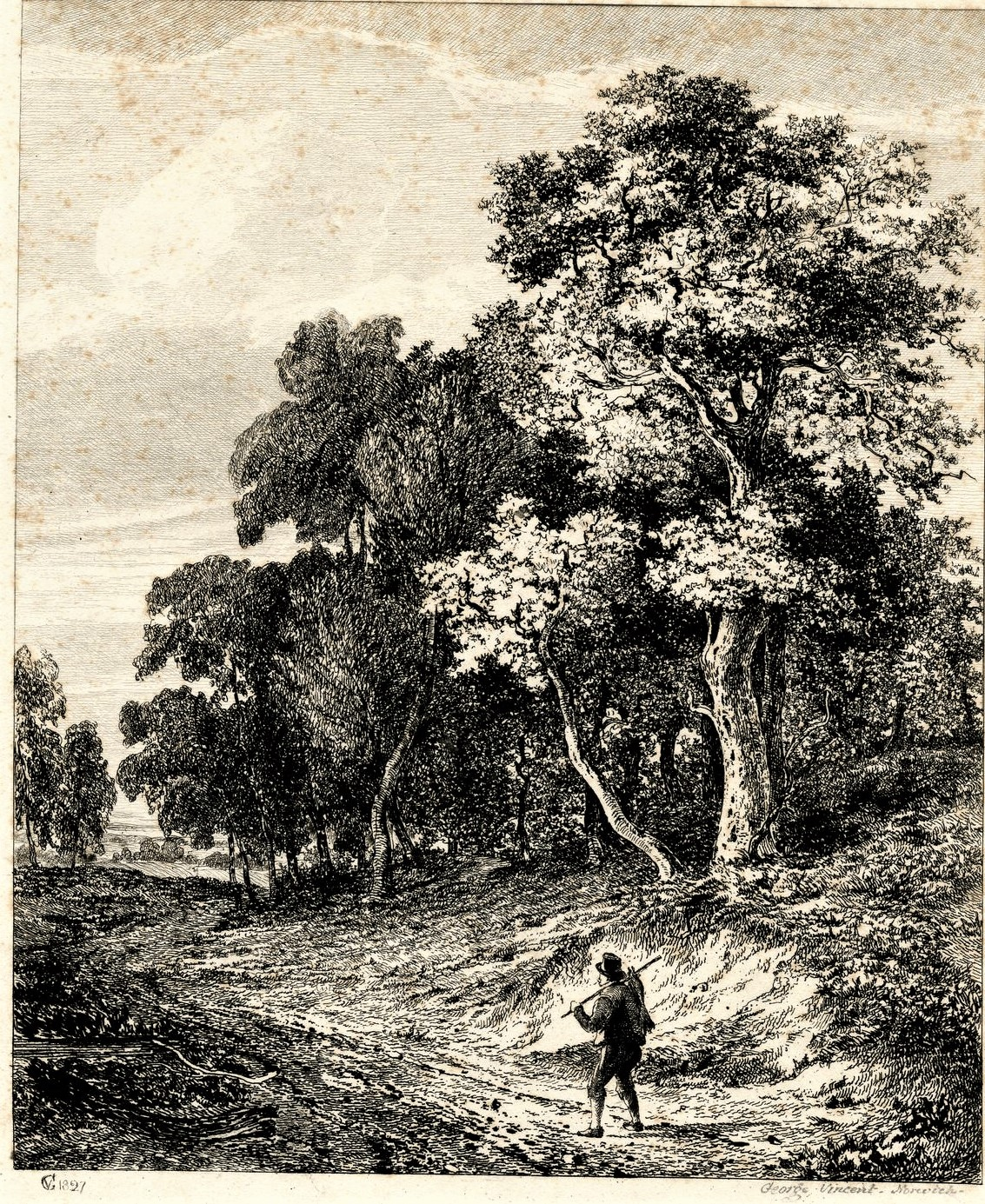
(c.1826), British Museum
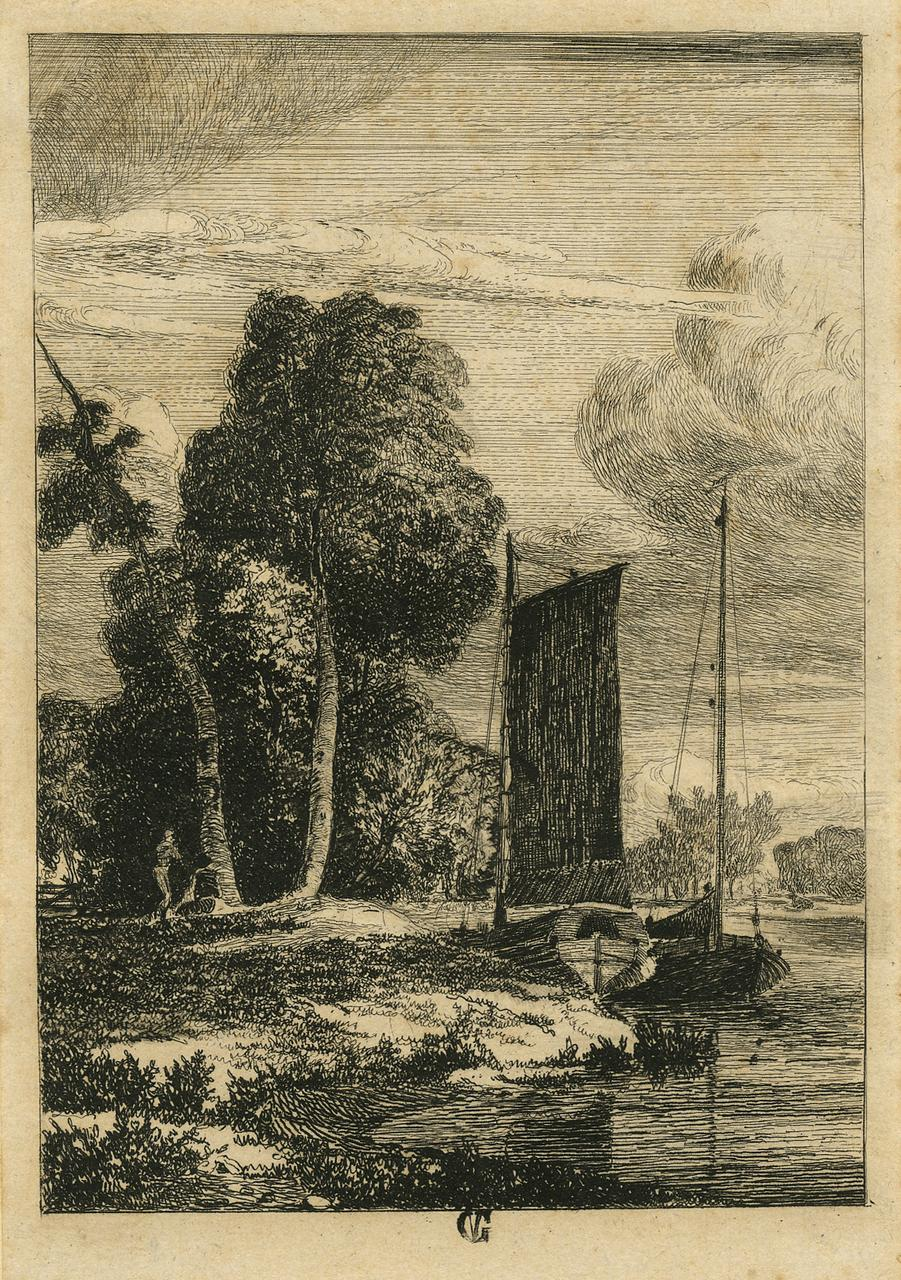
Whitlingham (sin fechar), Colecciones del Norfolk Museums
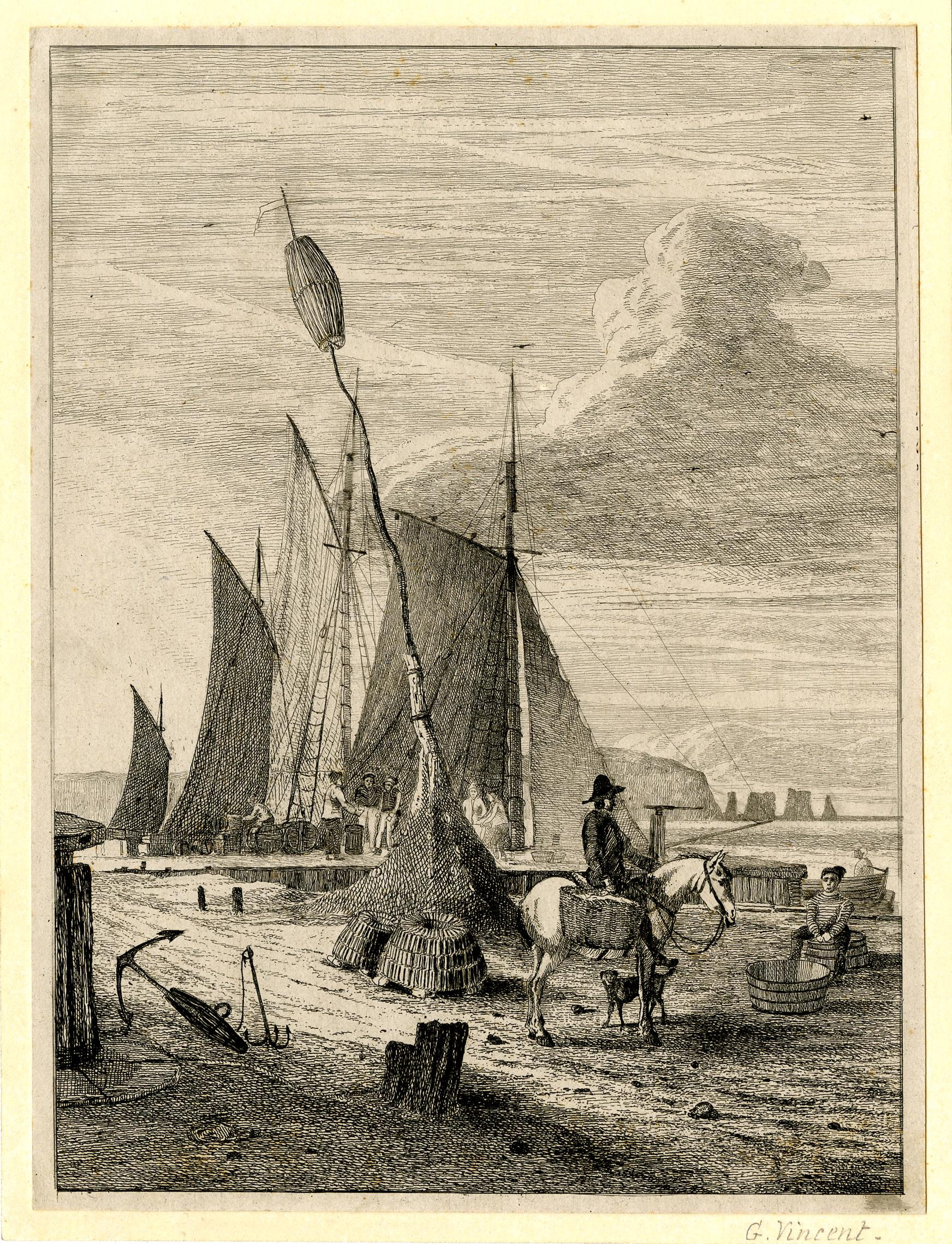
(sin fechar), British Museum
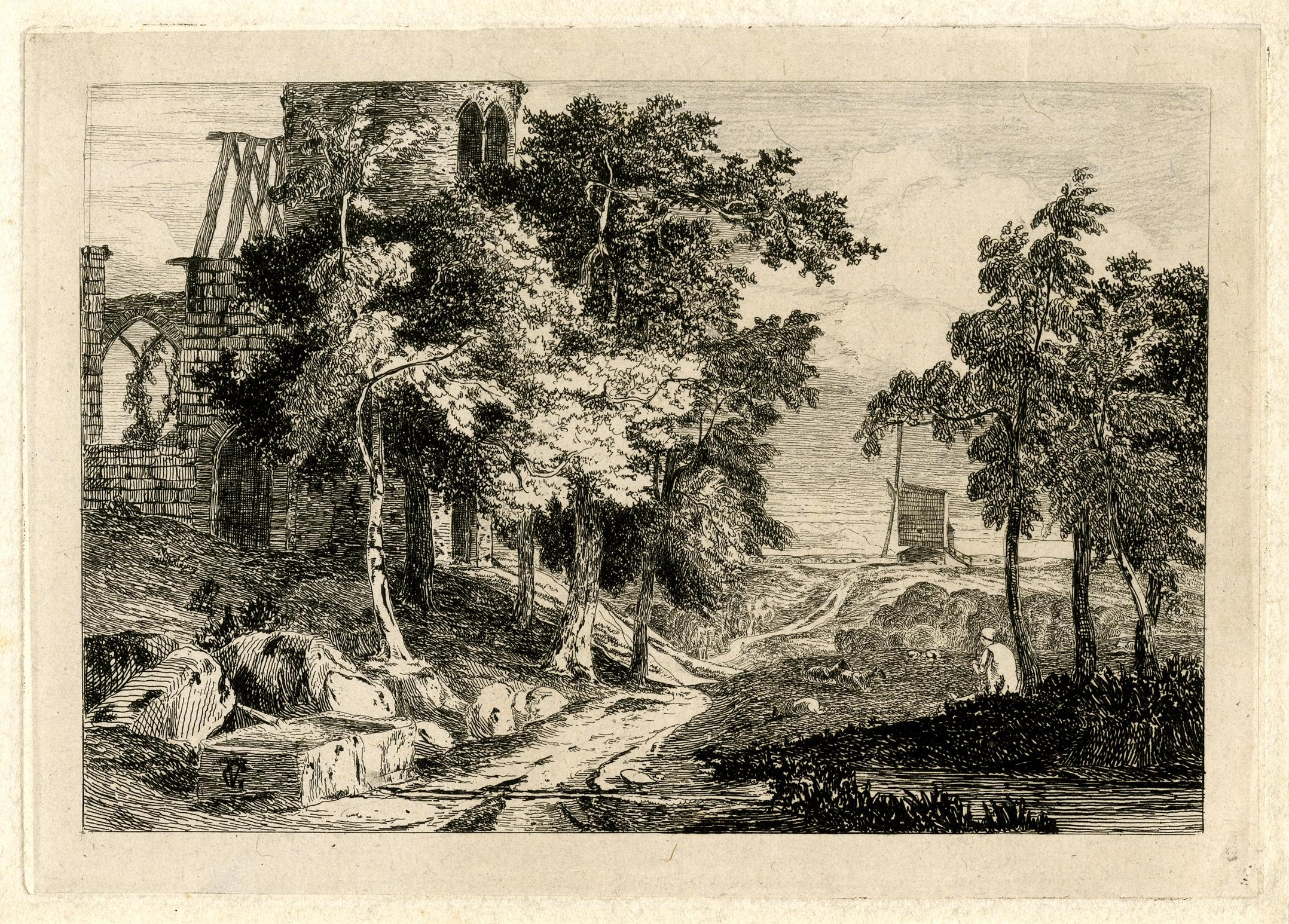
Trees and Ruin (sin fechar), British Museum
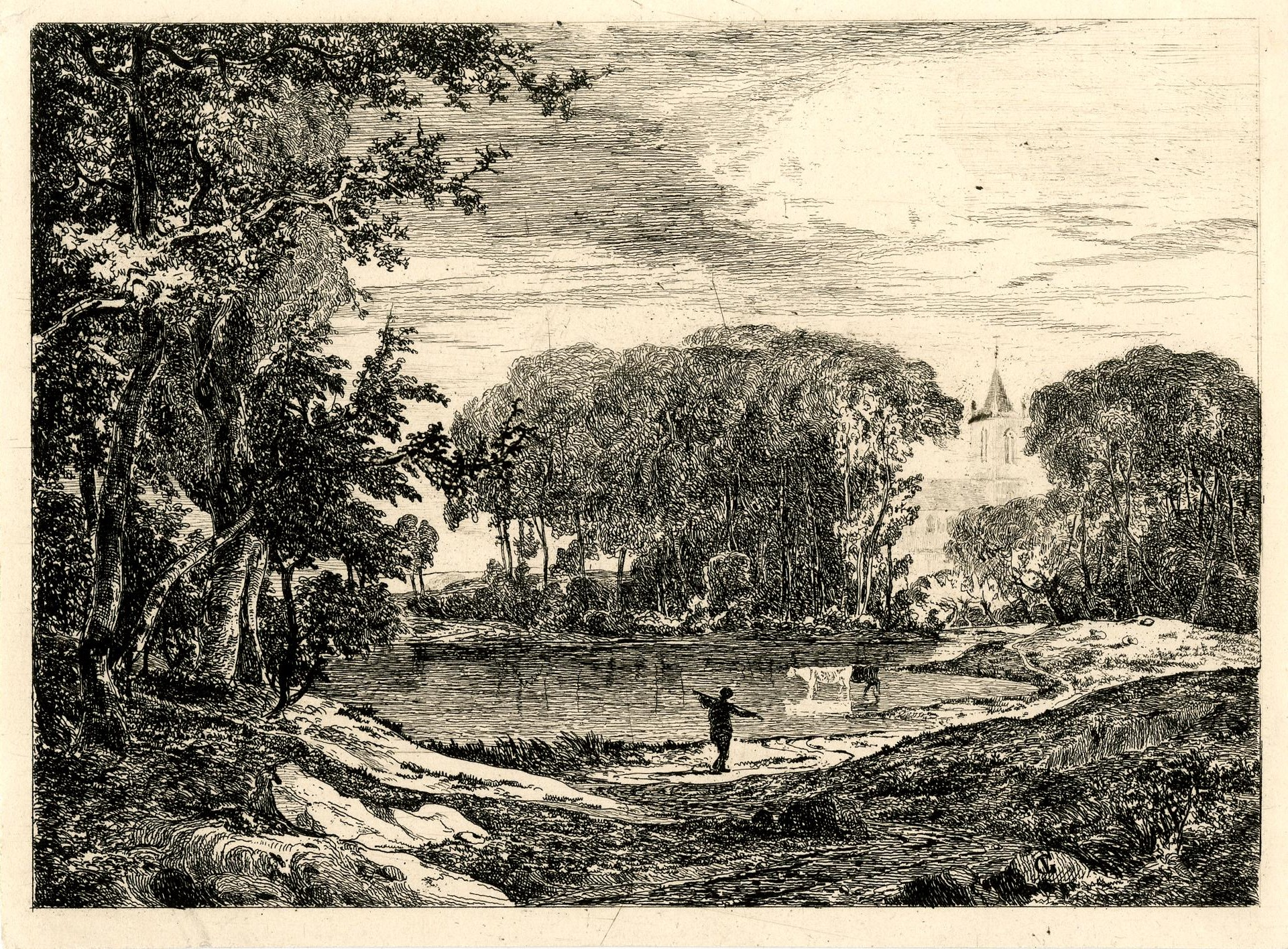
(sin fechar), British Museum